# Maicao
Maicao ist eine Gemeinde (municipio) im Departamento La Guajira in der Región Caribe in Kolumbien.  Maicao liegt an der Grenze nach Venezuela.
Das Wort Maicao kommt aus der Wayuu-Sprache, Maiko'u [maíkōu] (Maiki: Mais und o'uu: Auge), und bedeutet Maisauge.
Maicao wurde am 29. Juni 1926 von Rodolfo Morales und Tomás Cúrvelo Iguarán mitten im Territorium der Wayúu gegründet.

## Geographie
Maicao liegt auf einer Höhe von ungefähr 50 Metern in der Nähe der kolumbianischen Karibikküste. Die Gemeinde grenzt im Norden an Uribia und Manaure, im Süden und Osten an Venezuela und im Westen an Albania und Riohacha.

## Bevölkerung
Die Gemeinde Maicao hat 166.603 Einwohner, von denen 114.400 im städtischen Teil (cabecera municipal) der Gemeinde leben (Stand: 2019).
Ein großer Teil der Bevölkerung Maicaos gehört den indigen Völkern der Wayúu und der Zenú an. Außerdem wohnen in der Region viele Nachkommen arabischer Einwanderer. In Maicao befindet sich die drittgrößte Moschee Südamerikas, die Moschee Omar Ibn Al-Jattab.

## Wirtschaft
Maicao ist ein Zollfreigebiet und der wichtigste Wirtschaftszweig ist der Handel. Die Stadt ist eine wirtschaftliche Brücke zwischen Kolumbien und Venezuela.